# Cojoba beckii
Cojoba beckii är en ärtväxtart som beskrevs av Rupert Charles Barneby och James Walter Grimes. Cojoba beckii ingår i släktet Cojoba, och familjen ärtväxter. Inga underarter finns listade i Catalogue of Life.